# Sanford Robinson Gifford

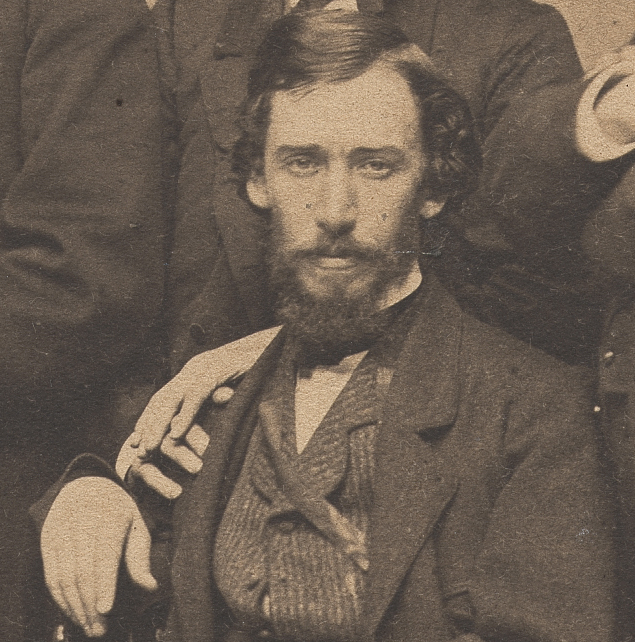
Sanford Robinson Gifford (1865)

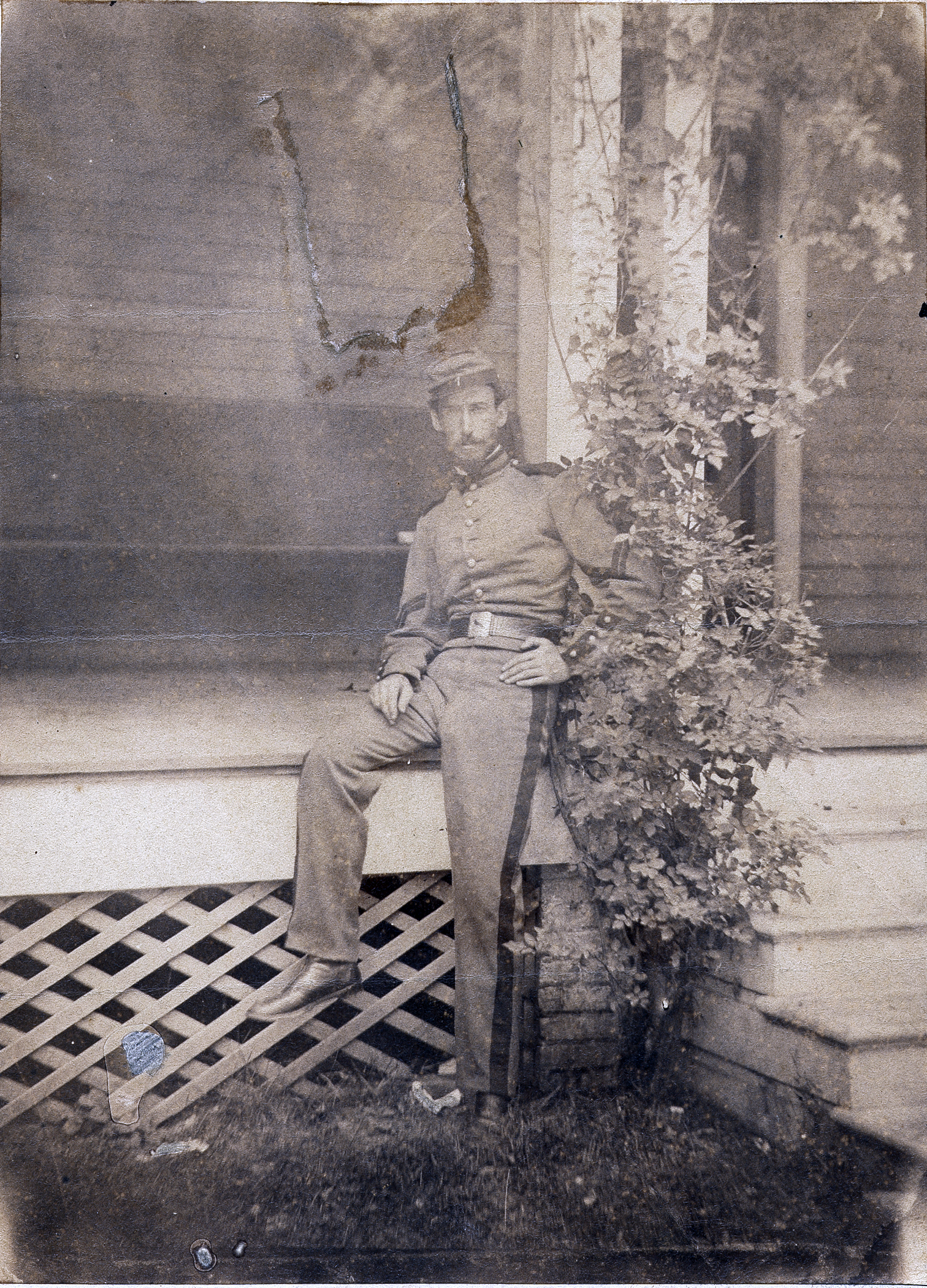
Sanford Robinson Gifford 1861 als Offizier der Nordstaaten

Sanford Robinson Gifford (* 10. Juli 1823 in Greenfield, New York; † 24. August 1880 in New York) war ein amerikanischer Landschafts-, Marine- und Porträtmaler. Er wird der Hudson River School zugeordnet.

## Leben
Gifford wurde am 10. Juli 1823 in Greenfield im Bundesstaat New York als Sohn eines Stahlunternehmers geboren und wuchs in Hudson auf. Er besuchte die Brown University in Providence und kam 1845 nach New York. Hier studierte er Zeichnen und Anatomie bei John Rubens Smith. Eine Studienreise im Jahr 1846 in den Catskill und Bershire Mountains führte ihn der Landschaftsmalerei zu, obwohl er in dieser Richtung nicht ausgebildet war. Seine frühen Werke wurden sehr stark durch die Arbeiten von Thomas Cole beeinflusst, ohne dessen Hang zu religiösen Motiven zu übernehmen. Gifford stellt sie erstmals 1847 in der National Academy of Design aus. 1851 wurde er hier assoziiertes Mitglied und 1854 zum Vollmitglied ernannt.
Von 1855 bis 1857 bereiste Gifford Europa und lernte dort John Ruskin sowie die Werke von John Constable und William Turner kennen. Bei einem Besuch der Weltausstellung in Paris kam er zudem in Kontakt mit den Werken der Schule von Barbizon. Den Winter 1856 bis 1857 verbrachte er gemeinsam mit Albert Bierstadt und Worthington Whittredge in Rom und bereiste anschließend mit Bierstadt Neapel und Capri. Im gleichen Jahr kehrte er nach New York zurück und mietete sich ein Atelier in der 10th Street, das er bis zu seinem Tod behielt.
Im Amerikanischen Bürgerkrieg diente er drei Jahre auf Seiten der Nordstaaten. Im Jahr 1868 reiste er erneut nach Europa und besuchte erst Italien und später Griechenland, Syrien, Ägypten und die Türkei. 1870 reiste er gemeinsam mit Wittredge sowie John F. Kensett in die Rocky Mountains nach Colorado und schloss sich einer Expedition von Ferdinand Hayden an, die der geologischen und geographischen Erfassung Wyomings dienen sollte. 1874 erfolgte eine weitere Reise in den amerikanischen Westen, diesmal nach Kalifornien, Oregon, British Columbia und sogar nach Alaska, gelegentliche Reisen führten ihn zudem nach Maine und nach Kanada. 1877 heiratete er, doch bereits 1880 verstarb Gifford an Malaria und einer Lungenentzündung.

## Werke (Auswahl)

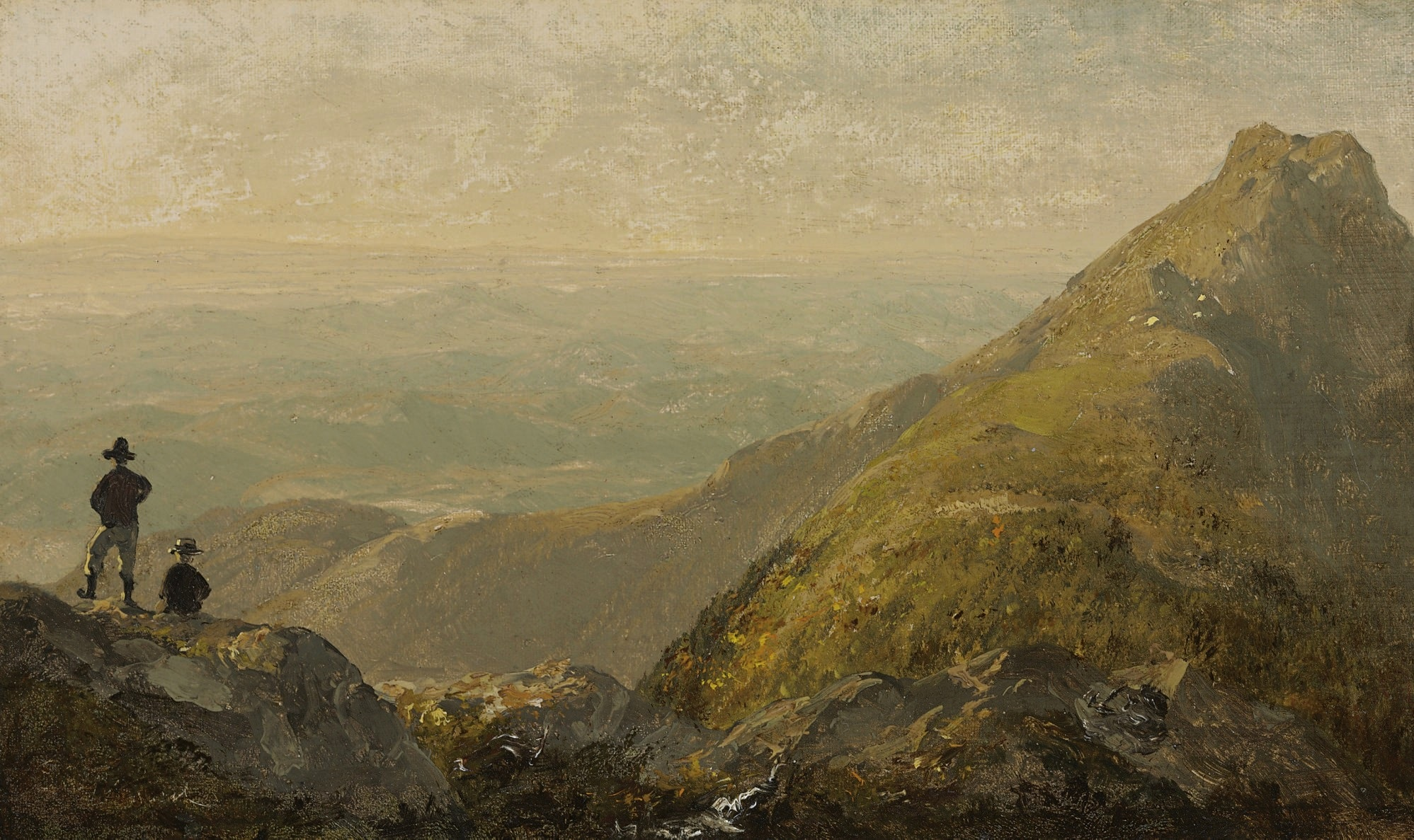
A Sketch of Mansfield Mountain
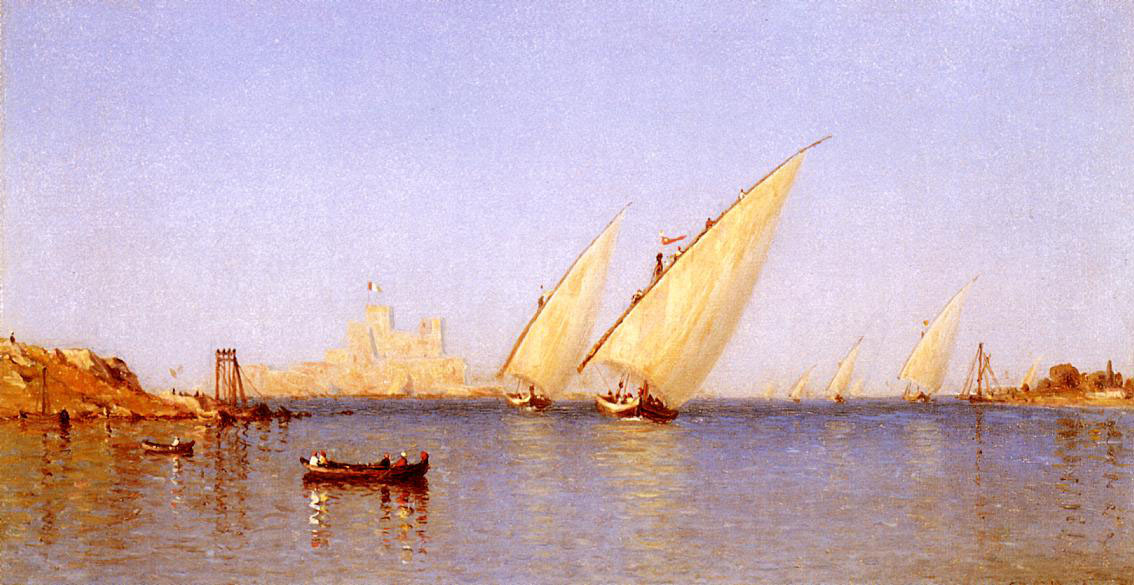
Fishing Boats coming into Brindisi Harbor
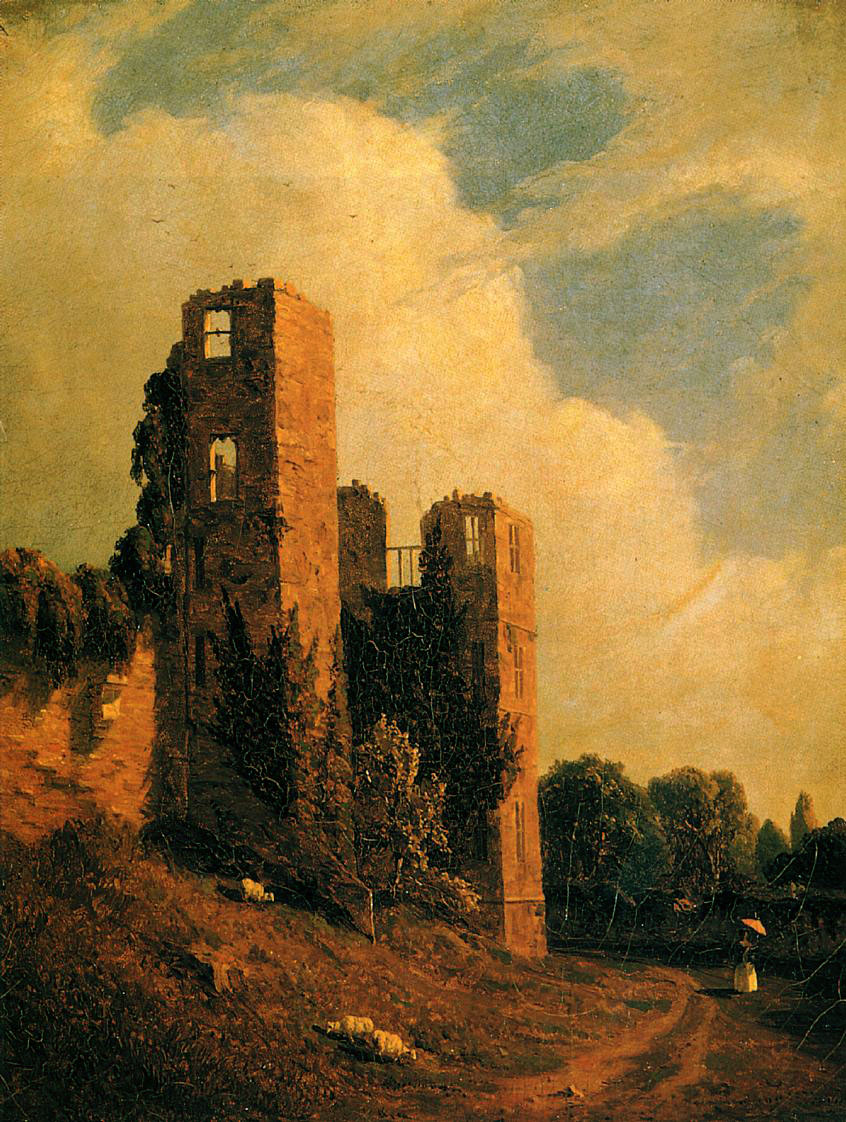
Kenilworth Castle
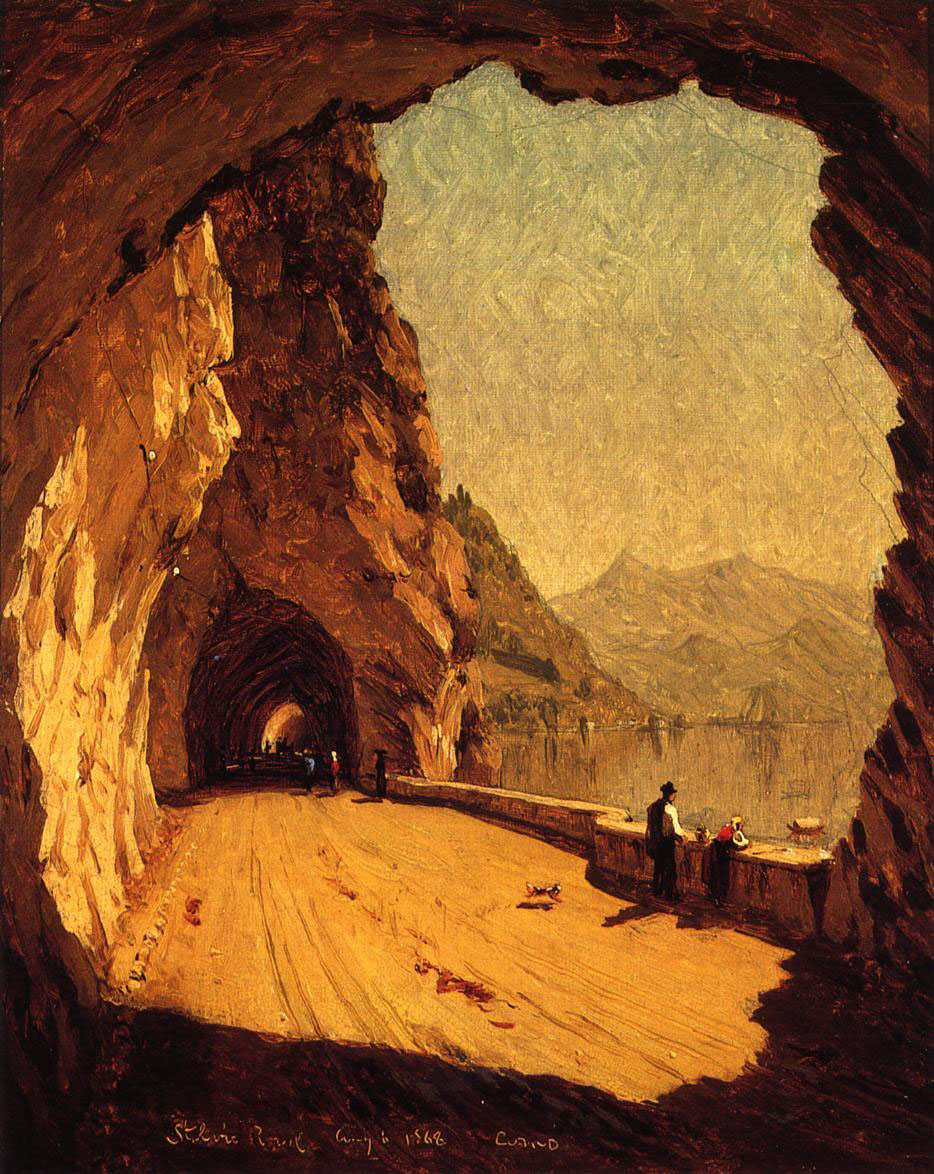
Stelvio Road by Lago di Como